# Bernard Lovell
Alfred Charles Bernard Lovell (Gloucestershire, 31 de agosto de 1913 — Cheshire, 6 de Agosto de 2012) foi um astrônomo britânico e um dos fundadores da radioastronomia.

## Vida
Bernard Lovell estudou física com o professor Arthur Mannering Tyndall (1881–1961). Depois de formado, em 1934, fez dois anos de pesquisas, com doutorado em 1936, seguindo imediatamente após para Manchester, onde obteve uma vaga como docente por um ano. Em 1937, foi membro de um grupo de pesquisas sobre radiação cósmica.

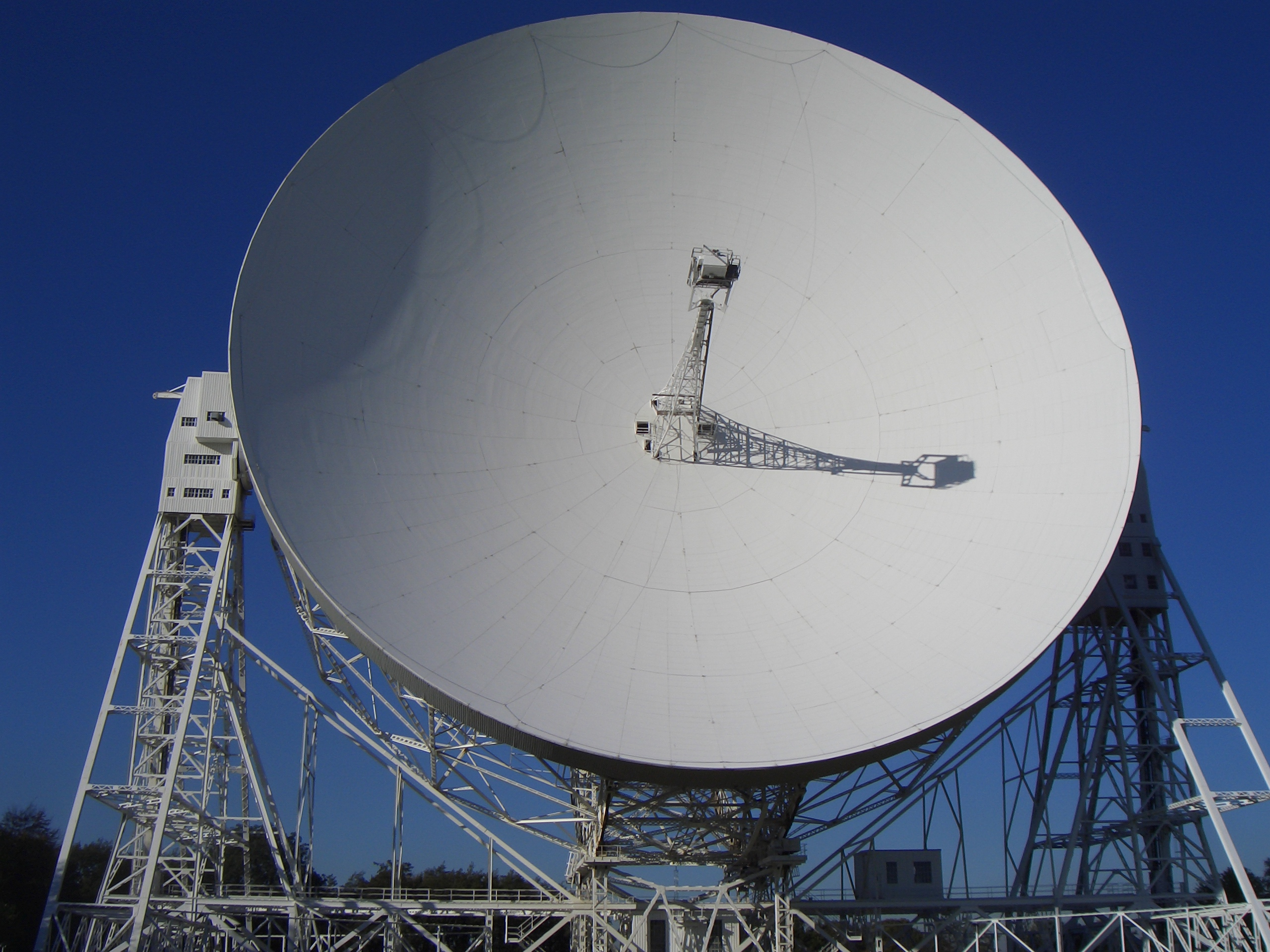
Antena parabólica do telescópio Lowell

Durante a Segunda Guerra Mundial, trabalhou no Telecommunications Research Establishment da Força Aérea Real, e desenvolveu diversos procedimentos para o uso do radar no reconhecimentos de aviões de combate e na navegação. Por estes trabalhos recebeu a Ordem do Império Britânico.
Após a Segunda Guerra Mundial, voltou às pesquisas. Obteve um radar móvel que não mais estava sendo utilizado, com o qual investigou raios cósmicos. Após constatar que os bondes elétricos de Manchester eram causadores de interferência, mudou-se com seu grupo de pesquisas para Jodrell Bank, num local aberto nas imediações de Manchester. Pouco tempo depois da Universidade de Manchester adquiriu algumas instalações na região, auxiliando na construção do primeiro radiotelescópio. Em 1951, Lovell foi finalmente professor na Universidade de Manchester, aposentando-se em 1980.
Participou da 11.ª Conferência de Solvay, em 1958.

## Condecorações
- Com seu nome foi batizado o Telescópio Lovell do Observatório Jodrell Bank
- Recebeu a Medalha Real em 1960
- Foi coroado sir, em 1961, por suas realizações na radioastronomia
- Recebeu a Medalha de Ouro da Royal Astronomical Society, em 1981.

## Obras
- Science and Civilisation, 1939
- World Power Resources and Social Development, 1945
- Radio Astronomy, 1952
- Meteor Astronomy, 1954
- The Story of Jodrell Bank, 1968
- Out of the Zenith, 1973
- Emerging Cosmology, 1980
- The Jodrell Bank Telesopes, 1985
- Voice of the Universe : Building the Jodrell Bank Telescope, 1987
- Astronomer by Chance, 1990

- Commons